# Ypirangathemis calverti
Ypirangathemis calverti – gatunek ważki z rodziny ważkowatych (Libellulidae); jedyny przedstawiciel rodzaju Ypirangathemis. Występuje na terenie Ameryki Południowej; stwierdzony w Kolumbii, Wenezueli, Gujanie i Brazylii.